# Carpal Tunnel Syndrome
 (décembre 2014).
Si vous disposez d'ouvrages ou d'articles de référence ou si vous connaissez des sites web de qualité traitant du thème abordé ici, merci de compléter l'article en donnant les références utiles à sa vérifiabilité et en les liant à la section « Notes et références ».
Albums de Kid Koala
Some of My Best Friends Are DJs
(2003)
Carpal Tunnel Syndrome est le premier album du Dj/Turntablist Kid Koala sortie en février 2000 sous le label anglais Ninja Tune.

## Liste des pistes
1. Strut Hear
2. Nerdball
3. Fender Bender
4. Drunk Trumpet
5. Roboshuffle
6. Barhopper 1
7. Music For Morning People
8. Naptime
9. A Night At The Nufonia
10. Temple Of Gloom
11. Scurvy
12. Like Irregular Chickens
13. Barhopper 2
14. Roll Credits